# Tirpitz (bojni brod)
Tirpitz je bio drugi brod klase Bismarck. Izgrađen je u njemačkom brodogradilištu Kriegsmarinewerft u Willemshavenu za potrebe njemačke ratne mornarice (Kriegsmarine). Dobio je ime po admiralu Alfredu von Tirpitzu, glavnom idejnom vođi njemačke ratne mornarice u Prvom svjetskom ratu. Premda je bio brod blizanac Bismarcku nije bio potpuno identičan, zbog raznih izmjena težio je skoro 2.000 tona više.
Po završetku probnih vožnji početkom 1941. Tirpitz je korišten kao glavni brod njemačke baltičke flote, koja je imala zadatak spriječiti djelovanja sovjetske baltičke flote. Početkom 1942. Tirpitz je otplovio prema Norveškoj da bi odagnao pomisli na moguću invaziju saveznika. Tijekom boravka u Norveškoj korišten je i za presretanje savezničkih konvoja prema Murmansku. Tu misiju je pokušao dva puta tijekom 1942. godine, oba su pokušaja završila neuspjehom. Usprkos neuspjehu u tom dijelu zadatka Tirpitz je samo svojim prisustvom u Norveškoj utjecao u mnogome na ratne operacije, jer je prisiljavao britansku flotu da znatne snage uputi u to područje sa zadatkom sprječavanja Tirpitzovih djelovanja.
U rujnu 1943. godine, Tirpitz i bojni brod Scharnhorst bombardirali su savezničku radio- i meteorološku stanicu na otoku Spitzbergen. To je bio prvi i zadnji put da je Tirpitz koristio svoje glavne topove u ratnim operacijama. Ubrzo nakon toga brod je oštećen u akciji Source (napad britanskih mini-podmornica), a nakon toga je izložen brojnim zračnim napadima velikih razmjera. Dana 12. studenog 1944. britanski bombarderi tipa Avro Lancaster postigli su dva direktna pogotka bombama tipa "Tallboy" težine 5.400 kg, a jedna je pala jako blizu. Izbio je požar na brodu koji se brzo širio. Ubrzo je eksplodiralo skladište municije jedne od glavnih kupola. Ubrzo nakon toga brod se prevrnuo i nagrađem naslonio na dno. Točan broj poginulih nije poznat, postoje različiti izvori i navode brojke između 950 i 1204. Olupina je uklonjena nakon rata, a radovi uklanjanja su trajali od 1948. do 1957.

## Gradnja i značajke broda
Tirpitz je naručen kao zamjena za zastarjeli bojni brod Ersatz Schleswig-Holstein i bio je poznat kao novogradnja "G". Brodogradilište Kriegsmarinewerft u Wilhelmshavenu je dobilo ugovor o gradnji, a kobilica je položena 20. listopada 1936. Porinuće je bilo 1. travnja 1939. Tijekom slavlja kuma broda je bila kćerka admirala Alfred von Tirpitza, po kojem je brod dobio ime. Adolf von Trotha, bivši admiral u Njemačkoj carskoj mornarici, govorio je na porinuću kojem je prisustvovao i Adolf Hitler. Opremanje broda koje je uslijedilo nakon porinuća je završeno u veljači 1941. Tijekom opremanja broda britanski bombarderi su u više navrata bombardirali brodogradilište gdje se nalazio, premda niti jedna bomba nije pogodila Tirpitz radovi su bili usporeni. Tirpitz je isporučen u flotni sastav 25 veljače na probne vožnje, koje su se izvršile u Baltiku.
Tirpitz je imao istisninu od 42.900 tona u lakom stanju, a potpuno opremljen 52.600 tona. Duljina broda bila je 251 m, a širina 36 m. Najveći gaz broda bio je 10,6 m.
Pokretale su ga tri "Brown, Boveri & Cie" parne turbine i dvanaest Wagener parnih kotlova, a pogon je imao ukupno 163.026 KS. Brod je postizao najveću brzinu od 30,8 čvorova na probnoj vožnji. Uobičajenau posadu činilo je 103 časnika i 1962 mornara, tijekom rata ovaj broj je povećan na 108 časnika i 2500 mornara. Tirpitz je bio opremljen s radarom "Model 23" (nazvan je FuMO za Funkmessortungsgerät - Uređaj za traženje radio smjera). Kasnije je zamijenjen Modelom 27 i naposljetku Modelom 26 koji su imali veći antenski sklop. Godine 1944. ugrađen je radar "Model 30 radar", poznat kao Hohentwiel, a radar za kontrolu paljbe protuavionskih topova "Model 213" Würzburg je ugrađen na krmenom dijelu broda.
Naoružan je bio s osam pomorskih topova od 380 mm tipa SK C/34 L/52 smještenima u četiri dvostruke kupole. Pramčane kupole su nazvane Anton i Bruno, a krmene Caesar i Dora (SK označava Schiffskanone - brodski top, C/34 označava Constructionjahr - godinu izrade 1934, a L/52 označava odnos između kalibra naoružanja i duljine cijevi. Dodatno naoružanje sastojalo se od dvanaest 150 mm topova tipa SK C/28 L/55, šesnaest protuavionskih topova 105 mm tipa Flak 38 L/65 i šesnaest 37 mm topova L/83, te u početku dvanaest 20 mm protuavionskih topova. Taj broj se vremenom popeo na pedeset osam protuavionskih topova kalibra 20 mm. Nakon 1942., osam torpednih cijevi od 53,3 cm je ugrađeno na brod. Brodski glavni oklopljeni pojas bio je 320 mm debeo i natkriven glavnom palubom od 100 do 120 mm debljine i gornjom palubom debljine 50 mm. Glavne kupole imale su oklop debljine 220 mm bočno i 360 mm čeono.

## Povijest uporabe broda
Nakon pokusnih vožnji, Tirpitz je smješten u Kiel odakle je izlazio u Baltik na izvođenje vježbi. Za vrijeme boravka u Kielu, Njemačka je izvršila napad na Sovjetski savez. kao posljedica invazije osnovana je privremena Baltička flota koja je trebala spriječiti mogući prodor sovjetske flote iz Lenjingrada. Tirpitz je postao zapovjedni brod odreda brodova koji su sačinjavali teški krstaš Admiral Scheer, laki krstaš Köln, krstaš Nürnberg, krstaš Leipzig, krstaš Emden, nekoliko razarača i dvije flotile minolovaca. Baltička flota pod komandom Admirala Otta Ciliaxa, patrolirala je nedaleko od otočja Åland u razdoblju između 23. i 26. rujna 1941. Nakon tog razdoblja flota je rasformirana i Tirpitz je nastavio s vježbama. Tijekom vježbi Tirpitz je provjerio svoje osnovno i dodatno naoružanje, uporabom na starim bojnim brodovima, predrednaught tipa. Tijekom boravka u Kielu i vježbi Britanci su izvršili niz neuspješnih napada na Tirpitz.

### Napomene
1. ↑  Po povjesničarima Gerhardu Koopu i Klaus-Peteru Schmolkeu, Tirpitzova ukupna istisnina 1944. godine bila je 53.500 MT.[7]